# Bílkovice
Bílkovice (en allemand : Bilkowitz) est une commune du district de Benešov, dans la région de Bohême-Centrale, en République tchèque. Sa population s'élevait à 218 habitants en 2020.

## Géographie
Bílkovice se trouve à 13 km à l'est-sud-est de Benešov et à 47 km au sud-est de Prague.
La commune est limitée par Třebešice et Litichovice au nord, par Divišov et Slověnice à l'est, par Radošovice et Chotýšany au sud, et par Struhařov à l'ouest.

## Histoire
La première mention écrite du village date de 1420.

## Administration
La commune se compose de trois quartiers :
- Bílkovice
- Moravsko
- Takonín